# 湘雅路隧道
湘雅路隧道又名湘雅路湘江隧道、湘雅路过江隧道，为湖南省长沙市穿越湘江的公路隧道，穿越橘子洲以北的傅家洲。该隧道位于营盘路隧道以北，长株潭城际铁路湘江隧道和银盆岭大桥以南，几乎与长沙地铁6号线同期平行施工。该隧道采用双洞双向六车道，设计时速50公里，建成后是长沙市的首条双向六车道过江隧道以及湖南省目前最大直径盾构隧道，总投资53.28亿元。湘雅路隧道的规划最早见于2012年国务院批复的《长沙市城市总体规划（2003-2020）》，名为“桐梓坡路—湘雅路过江通道”。该隧道于2019年8月启动修建，2023年3月实现双洞贯通并通过验收，2024年7月5日建成通车。。